# 弗兰斯·克雷齐希
弗兰斯·克雷齐希（德語：Frans Krätzig，2003年1月14日—）是一位德国足球运动员，于场上司职左后卫，現效力於奥地利足球超级联赛球隊薩爾斯堡。自2017年起加盟拜仁慕尼黑青训营，亦曾入选德国21岁以下国家足球队。

## 俱乐部生涯
克雷齐希出生于德国弗兰肯地区的纽伦堡。他自幼便在纽伦堡邮政体育俱乐部踢球，直至2012年加入纽伦堡足球俱乐部，其后又于2017年转投拜仁慕尼黑青训营。由于离家较远，克雷齐希就读于寄宿学校，并成为2017年夏季启用的拜仁校园的首批人才之一。在代表19岁以下梯队效力期间，他于2021年2月与俱乐部签订了个人的首份职业合同。2021年9月，他遭受了持续性的耻骨损伤，一直缺阵到2022年4月。克雷齐希原本司职攻击中场，但在霍尔格·塞茨执教拜仁慕尼黑二队后，他被改造为左后卫。
2023年3月，克雷齐希与拜仁慕尼黑续约两年。他于2023年夏天随一线队参加了在新加坡举行的季前赛，并在与曼彻斯特城的比赛中出场。2023年8月2日，在奥迪足球峰会上，克雷齐希于最后一分钟射入一粒精彩的远射，帮助拜仁慕尼黑以4比3战胜利物浦，并赢得了新加坡杯。随后，他在2023年8月12日对阵RB莱比锡的德国超级杯中被列入参赛名单，但并未获得出场机会。2023年9月23日，克雷齐希完成了德甲首秀，在第五轮主场对阵波鸿的比赛中，他于第65分钟替换阿方索·戴维斯登场，帮助球队以7比0获胜。

## 国家队生涯
2023年9月，克雷齐希在2023-24赛季欧洲20岁以下精英联赛中首次代表德国20岁以下国家足球队参加国际比赛，分别对阵意大利和波兰，两场比赛均以1比1战平而告终。